# Giovanna Aldegani
Giovanna Aldegani (Venezia, 7 dicembre 1976) è un'ex arciera italiana.

## Carriera
Nata al Lido di Venezia nel 1976, a 20 anni non ancora compiuti ha partecipato alle Olimpiadi di Atlanta 1996 nel tiro con l'arco, arrivando ventottesima nella gara individuale e nona in quella a squadre, insieme a Giuseppina Di Blasi e Paola Fantato. Faceva parte della Compagnia Arcieri del Leon. Nel 1997 vinse l'argento nella gara individuale ai Giochi del Meditteraneo di Bari.

## Palmarès
- Giochi del Mediterraneo

Bari 1997: argento nella gara individuale femminile